# Magyarok Nagyasszonya-templom (Tisztviselőtelep)

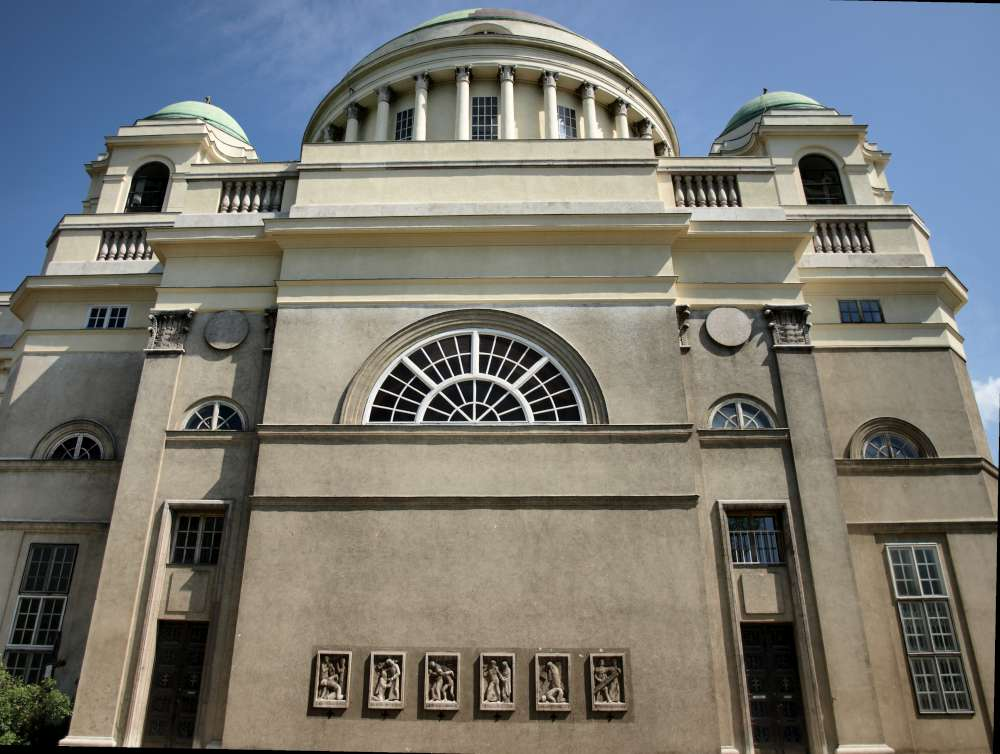
A Tisztviselőtelepi Magyarok Nagyasszonya-plébániatemplom oldalhomlokzata

A tisztviselőtelepi Magyarok Nagyasszonya-plébániatemplom klasszicizáló empire stílusban épített 20. századi templom, mely Budapesten, a VIII. kerületben, a tisztviselőtelepi Magyarok Nagyasszonya téren (korábbi nevén: Rezső tér) található.

## Története
A ma Tisztviselőtelep néven ismert városrészt a Tisztviselők Házépítő Egyesülete alapította az 1885–1887 közötti években az ún. Örömvölgy-dűlőben.
A telepieknek vasár- és ünnepnapokon 1897-től az 1885-ben emelt Golgota-kápolnában mondtak szentmisét. A hívek számának megnövekedése miatt kicsinek bizonyult a kápolna, és a kolónián új templom építése vált szükségessé. Ennek előmozdítása érdekében 1900. augusztus 20-án megalakult a templomépítésre adományokat gyűjtő Szent István Fillér-egyesület. Ferenc József király is jelentős adománnyal segítette a gyűjtést.
1918-ban egyházközséggé szervezték a Tisztviselőtelepet, majd 1919. június 29-én plébániává alakult a kőbányai plébánia területéből. A szűkös Golgota-kápolna helyett istentiszteleti célokra megkapták a Golgota tér közelében lévő barakkiskola tornatermét (Simor utca 33.).
Az első pályázatot Lechner Ödön neoromán stílusú templomtervével nyerte meg, a háborús viszonyok azonban nem kedveztek a templomépítésnek. Az első világháború után a pénz elértéktelenedett, ezért újrakezdték a gyűjtést. Az új terveket unokaöccse, Kismarty-Lechner Jenő készítette, klasszicizáló empire, ún. palatinusz stílusban. 1924-ben tették le a 600 m²-es templom alapkövét, és 1931. október 8-án, a Magyarok Nagyasszonya ünnepén szentelte fel Serédi Jusztinián hercegprímás (ezt az ünnepet XIII. Leó pápa ajándékozta a magyaroknak a millennium alkalmából). Ekkor még Ferenc József-emléktemplom volt a neve, amely elnevezés lassan elmaradt.
1930-ban a szomszédságában épült fel a MÁVAG-kolónia.
A második világháborúban megsérült a kupola és az orgona, a háború után a templomot kívülről renoválták.
A szecessziós stílusban épült Golgota téri kápolna és stációi a második világháború alatt és az idők folyamán súlyosan megrongálódtak. Lebontásuk után a szoborcsoportozatot, és az 1. és 14. stációt a Magyarok Nagyasszonya-plébániatemplom mögött állították fel és a templom falára új stációkat helyeztek. A templom és a telek az egyházközség tulajdonában van. A plébánia területéhez tartozott az István és László kórház, amelyeknek anyakönyveit az 1907–1950 közötti időből a plébánia őrzi. Ugyancsak itt találhatók a megszűnt Zita kórház anyakönyvei 1918-tól 1924 augusztusáig.
Buda, Pest és Óbuda egyesítésének centenáriuma alkalmából, 1973-ban a főváros teljesen felújította a templomot.

## A templom leírása
Görögkereszt alaprajzú, klasszicizáló empire stílusban tervezett kupolás épület, oszlopos előcsarnokkal. A kupolában felirat hirdeti, hogy a templom a Magyarok Nagyasszonya tiszteletére és I. Ferenc József emlékére épült. A felirat alatt a négy evangélista domborművét helyezték el.
A főoltáron a Magyarok Nagyasszonya látható a Szent Koronával, ölében a gyermek Jézussal.
A Szent Antal-oltár képét Unghváry Sándor, a Kis Szent Teréz-oltár képét Feszty Masa készítette. A kép alatt a Trianonra emlékeztető festmény tölti ki a teret, Burgenlandot, a Felvidéket, Erdélyt és a Délvidéket egy-egy jelentős épületükkel szimbolizálva.
A bejárattól jobbra a Jézus Szíve-kápolna, balra a Szent József-kápolna nyílik. A kápolnák szobrait, a szószék domborműveit Füredi Richárd készítette. A bejáratnál álló Páduai Szent Antal-szobor a legrégibb adomány, a templom felépítése előtt használt barakkból hozták ide. A szószék mellvédjén Jézus életéből vett jeleneteket látunk. A keresztelőkút bronztetején Keresztelő Szent János szobra áll. A külső és belső díszítések ősmagyar motívumok felhasználásával készültek. A templom falfestésének tervét neves művészek készítették, azonban pénz hiányában ez sohasem valósult meg.
A kupola háborús sérüléseinek kijavítására és festésére 2002-ben került sor. A templom mögött áll a Golgota téri elpusztított szobrok másolata és a két megmaradt stáció. Az első (I.) és az utolsó (XIV.) maradt meg. A keresztút többi állomása az 1970-es években készült templom külső falában, kétoldalt van elhelyezve.